# Stigmatomyces spiralis
Stigmatomyces spiralis är en svampart som beskrevs av Thaxt. 1901. Stigmatomyces spiralis ingår i släktet Stigmatomyces och familjen Laboulbeniaceae.   Inga underarter finns listade i Catalogue of Life.